# Wallenwil

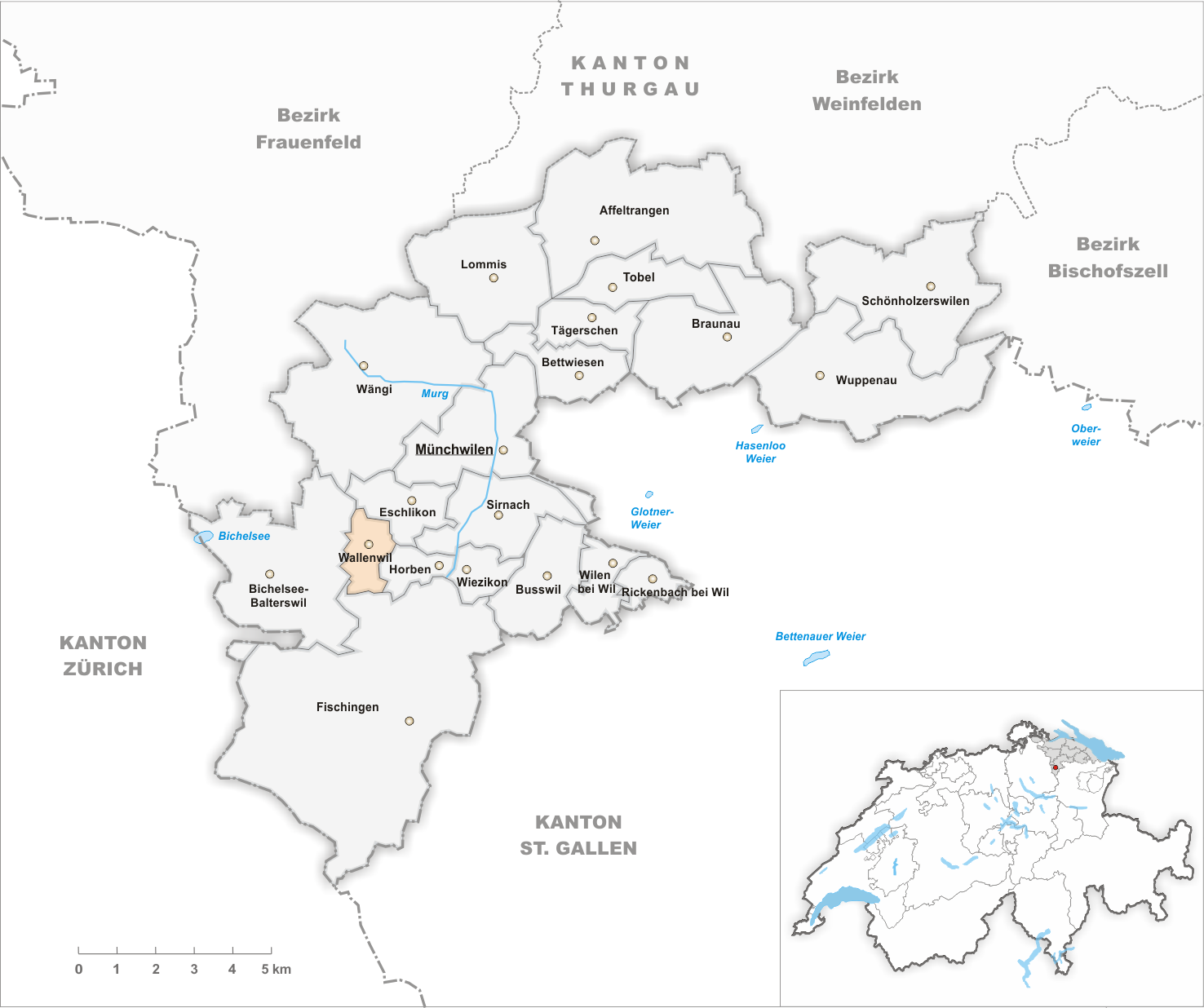
Gemeindestand vor der Fusion im Jahr 1997

Wallenwil ist eine Ortschaft in der Gemeinde Eschlikon, Bezirk Münchwilen, im Schweizer Kanton Thurgau. Wallenwil liegt 2 Kilometer südwestlich von Eschlikon an der Bahnstrecke Winterthur–St. Gallen.

## Geschichte
Wallenwil wurde 827 als Wolahwilare erstmals erwähnt. Bereits 827 besass das Kloster St. Gallen in Wallenwil Grundrechte, die Abt Konrad von Bussnang im 13. Jahrhundert an die Freiherren von Bussnang verpfändete. 1422 befanden sie sich im Besitz von Wiler Bürgern. 1512 verlieh das Kloster St. Gallen Wallenwil ans Heiliggeistspital Wil, das es bis 1798 von einem Gerichtsvogt oder dem Spitalmeister verwalten liess und die niedere Gerichtsbarkeit ausübte. Wallenwil zog mit dem Wiler Stadtbanner ins Feld. Die Ortsgemeinde war nach Sirnach kirchgenössig. 1775 wurde die Kapelle St. Elisabetha Bona gebaut.
In Wallenwil wurden Acker- und Obstbau, Forstwirtschaft, bis 1946 Torfabbau sowie ab der zweiten Hälfte des 19. Jahrhunderts Vieh- und Milchwirtschaft (Käserei im 20. Jahrhundert) betrieben. 1920 arbeiteten 71 % der Erwerbstätigen im zweiten Wirtschaftssektor, u. a. in der von 1919 bis 1932 aktiven Schifflistickerei und der 1919 bis 1936 betriebenen Seidenstoffweberei. Seit etwa 1970 prägen Einfamilienhausquartiere das Ortsbild.
Von 1803 bis 1996 war Wallenwil eine Ortsgemeinde der Munizipalgemeinde Sirnach. Am 1. Januar 1997 fusionierten die Ortsgemeinden Eschlikon und Wallenwil sowie ein Teil von Horben zur politischen Gemeinde Eschlikon.

## Bevölkerung
Von den insgesamt 1388 Einwohnern der Ortschaft Wallenwil am 31. Dezember 2023 waren 169 bzw. 12,2 % ausländische Staatsbürger. 412 (29,7 %) waren römisch-katholisch und 420 (30,3 %) evangelisch-reformiert.
| Bevölkerungsentwicklung | Bevölkerungsentwicklung | Bevölkerungsentwicklung | Bevölkerungsentwicklung | Bevölkerungsentwicklung | Bevölkerungsentwicklung | Bevölkerungsentwicklung | Bevölkerungsentwicklung | Bevölkerungsentwicklung |
| Jahr                    | 1850                    | 1900                    | 1950                    | 1990                    | 2000                    | 2010                    | 2018                    | 2023                    |
| ----------------------- | ----------------------- | ----------------------- | ----------------------- | ----------------------- | ----------------------- | ----------------------- | ----------------------- | ----------------------- |
| Ortsgemeinde            | 151                     | 206                     | 273                     | 650                     |                         |                         |                         |                         |
| Ortschaft               |                         |                         |                         |                         | 824                     | 980                     | 1253                    | 1388                    |
| Quelle                  | [ 3 ]                   | [ 3 ]                   | [ 3 ]                   | [ 3 ]                   | [ 5 ]                   | [ 6 ]                   | [ 2 ]                   | [ 4 ]                   |

## Sehenswürdigkeiten

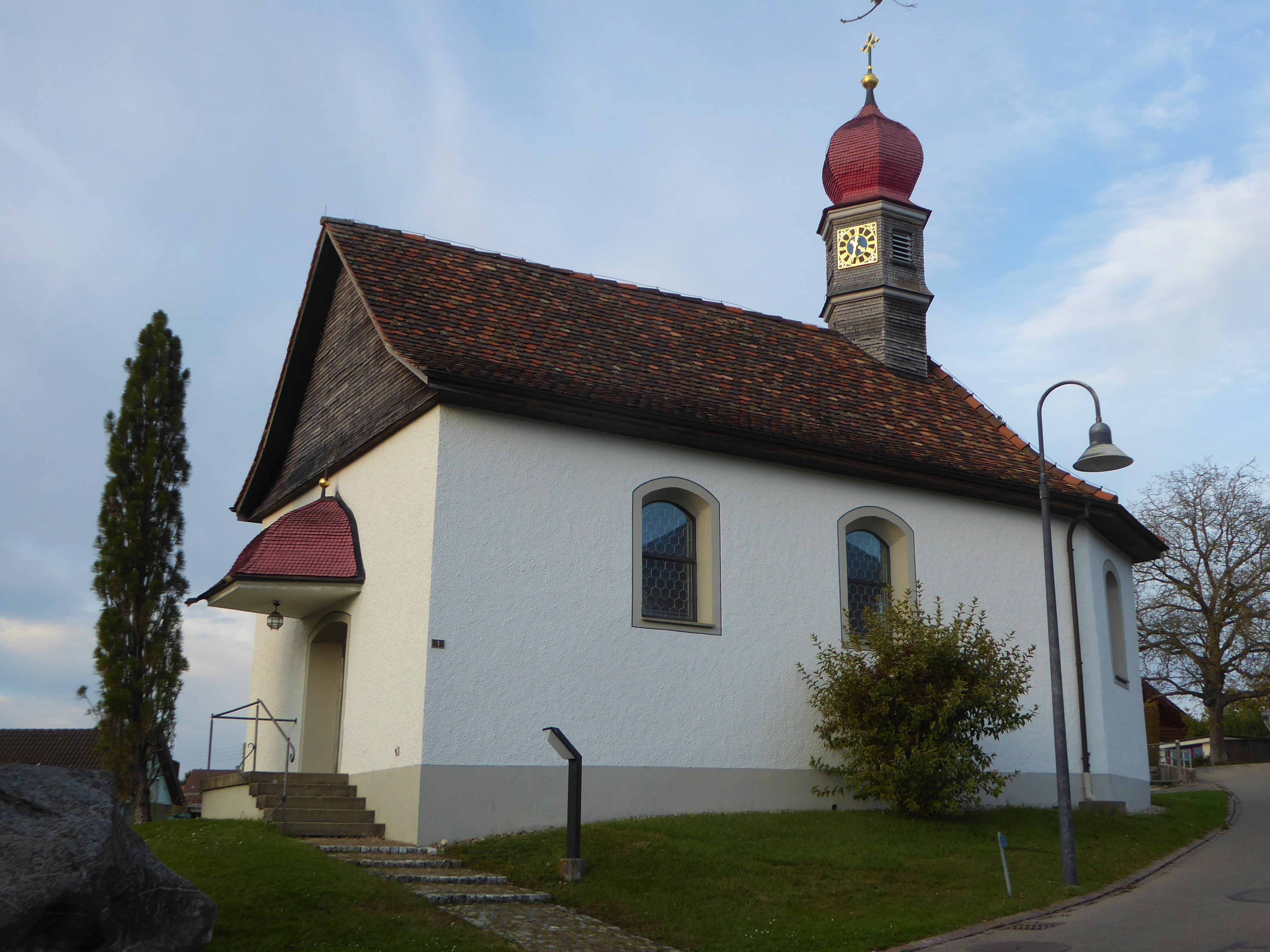
Kapelle St. Elisabetha Bona
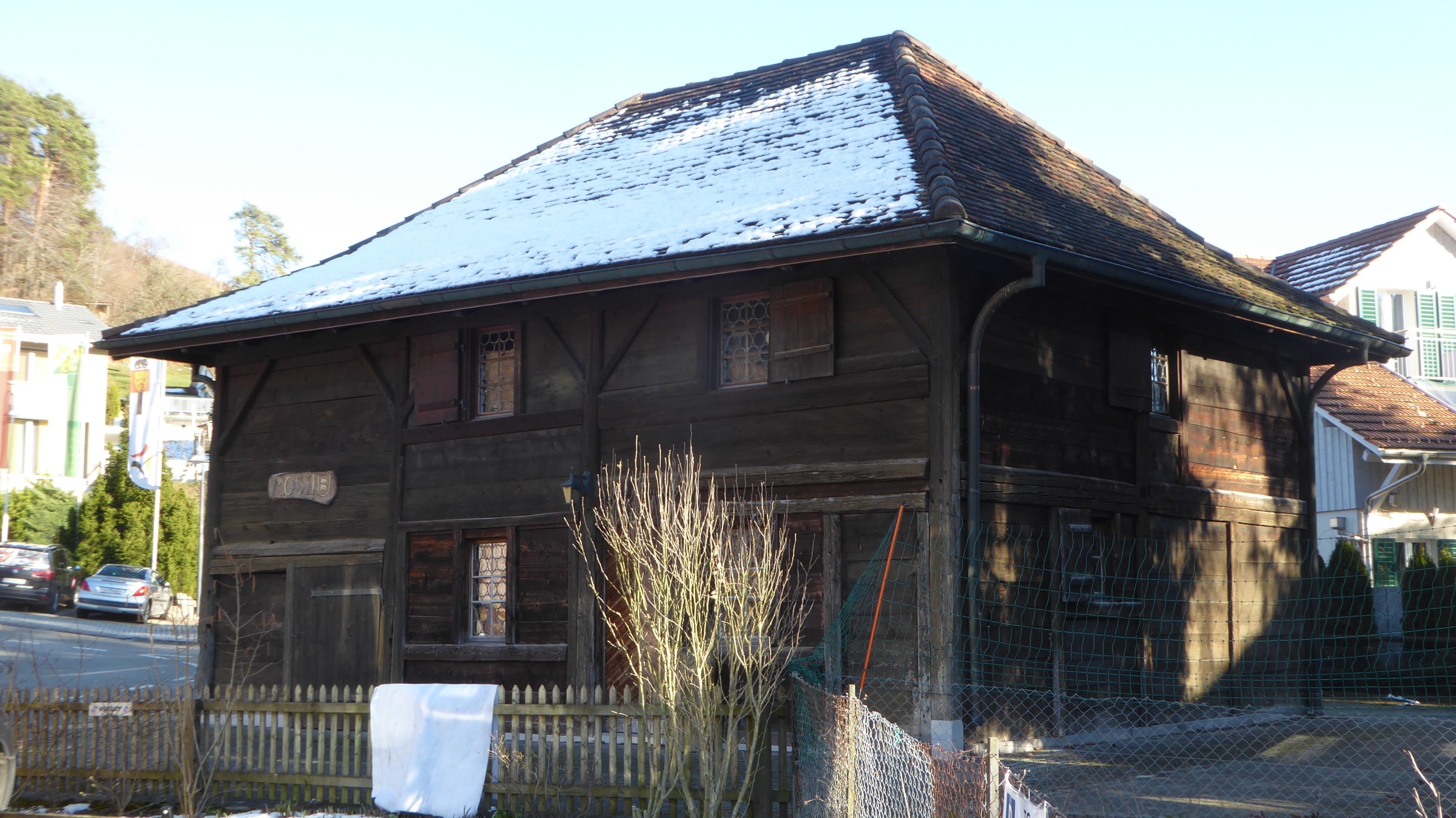
Alte Mosterei
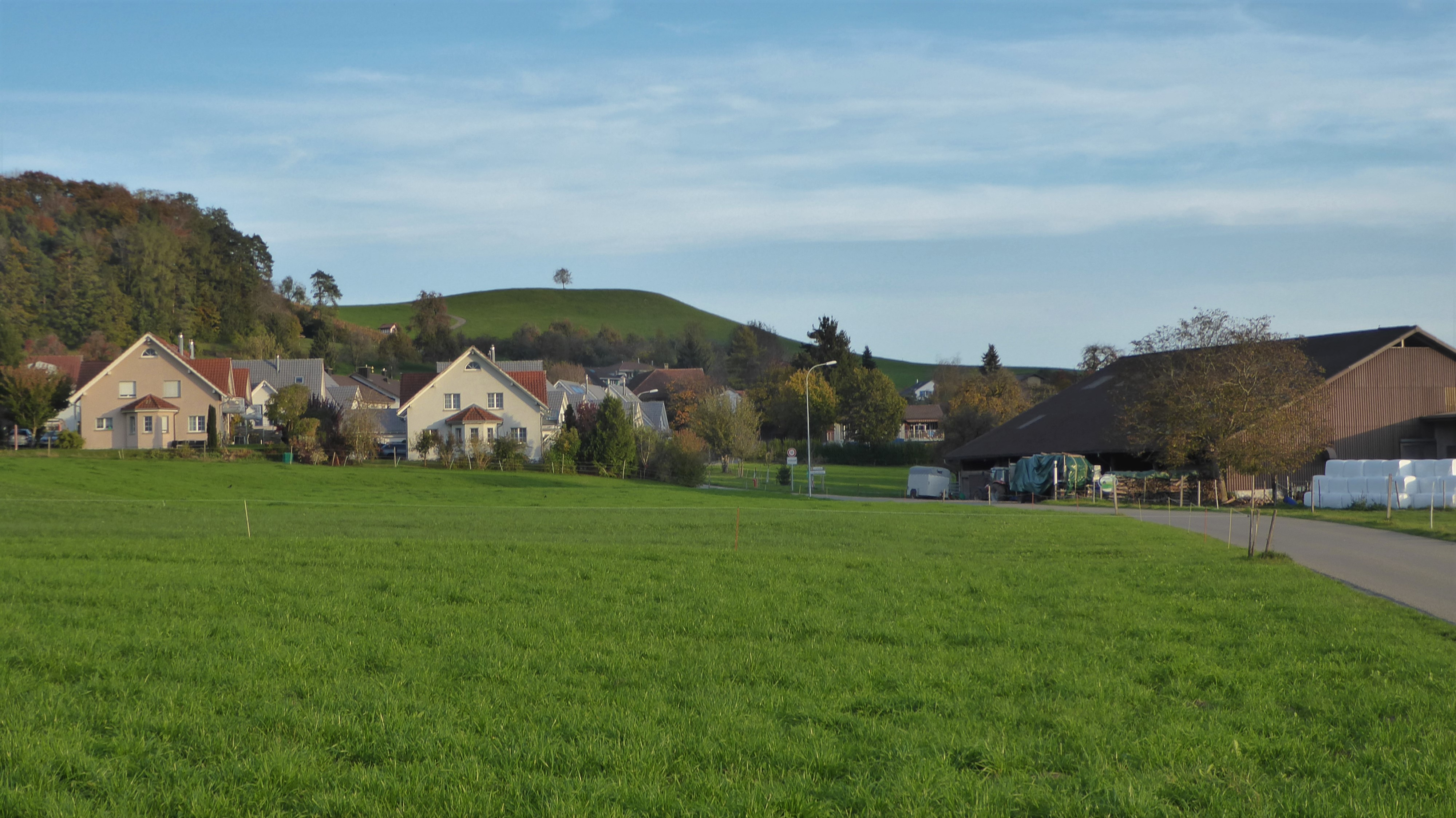
Wallenwil von Westen